# Protaphis filaginea
Protaphis filaginea är en insektsart. Protaphis filaginea ingår i släktet Protaphis och familjen långrörsbladlöss. Inga underarter finns listade i Catalogue of Life.